# Xestia renalis
Xestia renalis là một loài bướm đêm thuộc họ Noctuidae. Nó được tìm thấy ở Punjab.